# IC 1611
IC 1611 ist ein offener Sternhaufen im Sternbild Tukan, der eine scheinbare Helligkeit von +12 mag hat. Das Objekt wurde am 2. September 1826 von James Dunlop entdeckt.